# موتو إكس
موتو إكس (بالإنجليزية: Moto X)‏ هو هاتف ذكي من موتورولا يعمل بنظام أندرويد، تم طرحه في الأسواق في 23 أغسطس 2013.

## الخصائص
- نظام التشغيل: أطلق بنظام أندرويد 4.2 جيلي بين قابل للتحديث إلى 4.4
- الكاميرا الأمامية: 2.1 ميجابكسل
- الكاميرا الخلفية: 10.5 ميجابكسل
- الشاشة: 1280×720
- الوزن: 130 غرام
- الذاكرة: 2 جيجابايت